# Белошапка, Константин Валерьевич
Константин Валериевич Белошапка (род. 26 мая 1992, Москва) — российский актёр театра и кино.

## Биография
Родился 26 мая 1992 года в Москве.
В 2014 году окончил Театральный институт им. Щукина, мастерскую Владимира Иванова.
Актёр Государственного академического театра им. Евг. Вахтангова с 2014 года, сыграл в ряде спектаклей.

## Театральные работы

### Дипломные спектакли
- Пигва — «Сон в летнюю ночь», У. Шекспир (реж. П. Сафонов);
- Николас — «Кухня», А. Уэскер (реж. К. Пирогов).

### Государственный академический театр им. Евг. Вахтангова
- Стефан — «Кот в сапогах», Ш. Перро (реж. В. Иванов);
- Роберт — «Мадемуазель Нитуш», по мотивам оперетты Эрве (реж. В. Иванов) (архив);
- Странник — «Пристань», по мотивам произведений Б. Брехта, И. А. Бунина, Ф. М. Достоевского, Ф. Дюрренматта, А. Миллера, А. С. Пушкина, Э. де Филиппо (реж. А. Дзиваев, В. Ерёмин, В. Иванов, А. Кузнецов) (архив);
- Мальчик — «В ожидании Годо» (реж. В. Бельдиян) (архив);
- Алехандро Ариас — «Фрида. Жизнь в цвете» (реж. Л. Абу — аль — Кишек) (архив);
- Кузьма Балясников — «Сказки старого Арбата» (реж. Е. Симонова) (архив);
- Питер Ван Даан — «Дневник Анны Франк»(реж. Е. Симонова);
- Том Феннел — «Театр» (реж. О. Субботина);
- Лауренсьо — «Дурочка» (реж. А. Шульев)

### Театр С.А.Д
Щелкунчик — «Щелкунчик в стиле стимпак», по мотивам сказки Э. Т. А. Гофмана «Щелкунчик и Мышиный король» (архив).

## Работы в кино
- 2012 — Жизнь и судьба — эпизод
- 2013 — Кодекс чести — 6 (23 серия) — сапёр
- 2014 — Восьмидесятые — 4 — эпизод
- 2014 — Деревенщина — Толик
- 2014 — Луна — Филипп Назаров
- 2014 — Музаика — эпизод
- 2015 — Тихий Дон[1][1] — Андреян
- 2016 — Обещание — Тимур
- 2017 — Детективы А. Малышевой. Фильм 3: Трюфельный пес королевы Джованны — Марк
- 2017 — Отель Элеон — сезон 2—3 — Алексей Зуёнок
- 2017 — Со дна вершины — Константин Корольков
- 2018 — Гранд — сезон 1—3[2] — Алексей Зуёнок
- 2018 — Крепкая броня — Василий Русаков
- 2018 — Ласточка — Андрей
- 2018 — Ненастье — эпизод
- 2018 — Соседи 1—5 — Михаил
- 2019 — Одесский пароход — эпизод
- 2019 — По законам военного времени — 3 — Григорий Мавродаки
- 2020 — В шаге от рая — Роман
- 2020 — Тонкие материи — Владимир
- 2020 — Колл — центр — эпизод
- 2021 — Бывшая — Саша
- 2021 — Приворот. Чёрное венчание — Кирилл
- 2021 — Готовы на все — Антон
- 2021 — Перекати — поле — Владимир Никодимов
- 2021 — Света с того света — 2 — Максим Подгорный
- 2022 — Наследие — Иван
- 2022 — Стая — Андрей
- 2024 — Постучись в мою дверь в Москве — Руслан